# Origin (албум на Еванесънс)
Origin е първият демо албум на американската метъл група Еванесънс. Издаден е на 4 ноември 2000 г. от Bigwig Enterprises, като само 2500 копия са издадени и продадени на концерти на групата в Литъл Рок, Арканзас, и на уеб сайта на Bigwig Enterprises.

## История
Заради ограничения брой издадени копия и последвалият успех на групата, дискове с Origin се продават в EBay за $400, непосредствено след излизането на Fallen, като в днешни дни е почти невъзможно да се сдобием с оригинално копие на албума.
След като групата издава първия си дългосвирещ албум, вокалистката и основателка на Еванесънс Ейми Лий призовава феновете да си свалят албума от Интернет, вместо да го купуват.
В радио интервю от 23 февруари 2004 г. Лий и Мууди коментират: „Срамно и смешно е тези стари неща да струват пари. Свалете си ги. Това са стари неща, не може да си ги купите, така че реално не крадете нищо от нас, за това просто си ги свалете или си купете албума „Fallen“ – много по-добър е от това, което бяхме, когато бяхме деца. Ние искаме хората да чуят нашата музика по какъвто и да е начин. Ако отидете онлайн и си я свалите, и след като я чуете решите да си купите албума – това е чудесно“.
Албума съдържа ранните варианти на „Whisper“, „Imaginary“ и „My Immortal“, финалните версии, на които се появяват в дебютния албум на групата – „Fallen“. Включена е също така и презаписана версия на парчето „Where Will You Go“, което първоначално се появява в EP-то Evanescence EP, издадено през 1998 г. Три трака не биват включени: „Catherine“, „Spanish“ и „Listen to the Rain“. За „Listen to the Rain“ е планувано да бъде сложен между „Eternal“ и „Demise“, но след като е изрязан, „Eternal“ и „Demise“ са обединени в един трак.

## Списък с песни
Албумът включва 11 песни.
| 1.    | Origin (интро)                    | Ейми Лий, Бен Муди, Дейвид Ходжес | 0:35 |
| 2.    | Whisper (Origin версия)           | Лий, Муди, Ходжес                 | 3:56 |
| 3.    | Imaginary (Origin версия)         | Лий, Муди, Ходжес                 | 3:31 |
| 4.    | My Immortal (Origin версия)       | Лий, Муди, Ходжес                 | 4:26 |
| 5.    | Where Will You Go (Origin версия) | Лий, Муди, Ходжес                 | 3:47 |
| 6.    | Field of Innocence                | Лий, Муди, Ходжес                 | 5:13 |
| 7.    | Even in Death                     | Лий, Муди, Ходжес                 | 4:09 |
| 8.    | Anywhere                          | Лий, Муди, Ходжес                 | 6:03 |
| 9.    | Lies                              | Лий, Муди                         | 3:49 |
| 10.   | Away from Me                      | Лий, Муди, Ходжес                 | 3:30 |
| 11.   | Eternal (инструментал)            | Лий, Муди, Ходжес                 | 7:22 |
| 46:21 |                                   |                                   |      |